# Augusta, Georgia
Augusta är en stad i den amerikanska delstaten Georgia med en yta av 851 km² och en befolkning, som uppgår till cirka 194 000 invånare (2003). Cirka 50 procent av befolkningen i staden är afroamerikaner. Av befolkningen lever cirka 20 procent under fattigdomsgränsen. 
Staden, som grundades 1735 som en försvarsutpost mot spanjorer och fransmän,  är belägen i den centrala delen av delstaten vid floden Savannah River cirka 250 km öster om huvudstaden Atlanta.
1996 gick City of Augusta och Richmond County samman och bildade en gemensam administrativ enhet, Augusta-Richmond County.
Sedan 1934 anordnas årligen vid Augusta National Golf Club en av de professionella golftävlingarna, som går under beteckningen Majors, nämligen The Masters Tournament.

## Kända personer
- Phil Gingrey, obstetriker och republikansk politiker, kongressledamot 2003–2015
- Woodrow Wilson, president 1913–1921
- Ben Bernanke, nationalekonom
- James Brown, King of Soul